# Horvatsko
Horvatsko – wieś w Chorwacji, w żupanii varażdińskiej, w mieście Ivanec. W 2011 roku liczyła 173 mieszkańców.